# Troiandî, Vilneansk
Troiandî (în ucraineană Троянди) este un sat în comuna Kuprianivka din raionul Vilneansk, regiunea Zaporijjea, Ucraina.

## Demografie
Componența lingvistică a localității Troiandî
     Ucraineană (92,31%)
     Rusă (7,69%)
Conform recensământului din 2001, majoritatea populației localității Troiandî era vorbitoare de ucraineană (92,31%), existând în minoritate și vorbitori de rusă (7,69%).